# سرعت نور (اتوماتای سلولی)
در بازی زندگی کانوی (و اتوماتای سلولی مربوط) سرعت نور یک نرخ انتشار در سراسر شبکه از دقیقاً یک گام (به صورت افقی عمودی یا مورب) در هر نسل است. در یک نسل یک سلول تنها می‌تواند همسایه‌های نزدیکش را تحت تأثیر قرار دهد و بنابراین سرعت نور (در قیاس با سرعت نور در فیزیک) حداکثر نرخی که با آن اطلاعات می‌توانند منتشر شوند. از این رو یک حد بالا برای سرعتی که با آن هر الگوی حرکت می‌کند داریم.

## نماد
همان‌طور که در فیزیک سرعت نور با حرف {\displaystyle }. این در عوض مرجعی است برای توصیف میانگین سرعت انتشار هر سفینه فضایی. برای مثال یک گلایدر گفته می‌شود که سرعتی برابر {\displaystyle }توسط یک سلول ترجمه شود. به‌طور مشابه «سفینه فضایی سبک» گفته شده‌است که سرعتی برابر {\displaystyle }هر حالت داده شده ۴ نسل طول می‌کشد تا توسط دو سلول ترجمه شود.

## انتشار با سرعت نور
در حالی که {\displaystyle } یک کران بالای مطلق برای سرعت انتشار است حداکثر سرعت یک سفینه فضایی در بازی زندگی کانوی در واقع {\displaystyle }. دلیل این امر آن است که ساخت یک سفینه فضایی که بتواند در هر نسل حرکت کند غیرممکن است. (هر چند این موضوع در حالت کلی برای اتوماتای سلولی درست نیست؛ به عنوان مثال بسیاری از سفینه‌های فضایی با سرعت نور در دانه‌ها وجود دارند) با این حال این برای اشیاء ممکن است که با سرعت نور سفر کنند اگر آن‌ها به جای فضای خالی از مدیوم حرکت کنند. چنین رسانه ای شامل مسیرهای کهیر و خطوط سلول‌های زنده و مرده‌است. اگر با سرعت نور د کهکشان حرکت کنیم در۳۰ثانیه به ماه می‌رسیم و ۸/۳۰دقیقه به خورشید می‌رسیم و۲۰۰۰سال طول می‌کشد تا از کهکشان راه‌شیری خارج شده و چند میلیون سال طول می‌کشد تا به نزدیک‌ترین کهکشان برسیم.

## انتشار سریع تر از نور
الگوهای خاص می‌توانند به نظر برسند که با سرعت بیشتر از یک سلول در هر نسل حرکت می‌کنند اما مانند پدیده‌های سریع تر از نور در فیزیک این امر گمراه کننده است.
به عنوان مثال "Star Gate", ترتیبی از سه گلایدر همگرا که متقابلاً در برخورد نابود می‌شوند. اگر یک سفینه فضایی سبک (LWSS) با گلایدرهای همگرا برخورد کند به نظر می‌رسد که در ۶ نسل ۱۱ حرکت رو به جلو انجام داده و در نتیجه سفری سریع تر از نور داشته‌است. این توهم به این خاطر اتفاق می‌افتد که واکنش حاصل از نابودی گلایدر با ایجاد و به زودی تخریب یکی دیگر از LWSSها همراه است. هنگامی که LWSS ورودی با گلایدرهای همگرا برخورد می‌کند به جای دیگر منتقل نمی‌شود اما به جای آن واکنش را به طوری که LWSS به تازگی ایجاد شده می‌تواند زنده بماند تغییر می‌دهد. تنها سیگنالی که منتقل می‌شود این است که تعیین کند آیا LWSS خروجی باید زنده بماند یا نه. این نیازی به رسیدن به مقصد خود ندارد تا بعد از اینکه LWSS منتقل شده‌است و بنابراین هیچ اطلاعاتی نیاز به سفر سریع تر از نور ندارد.